# Trommelgeheugen

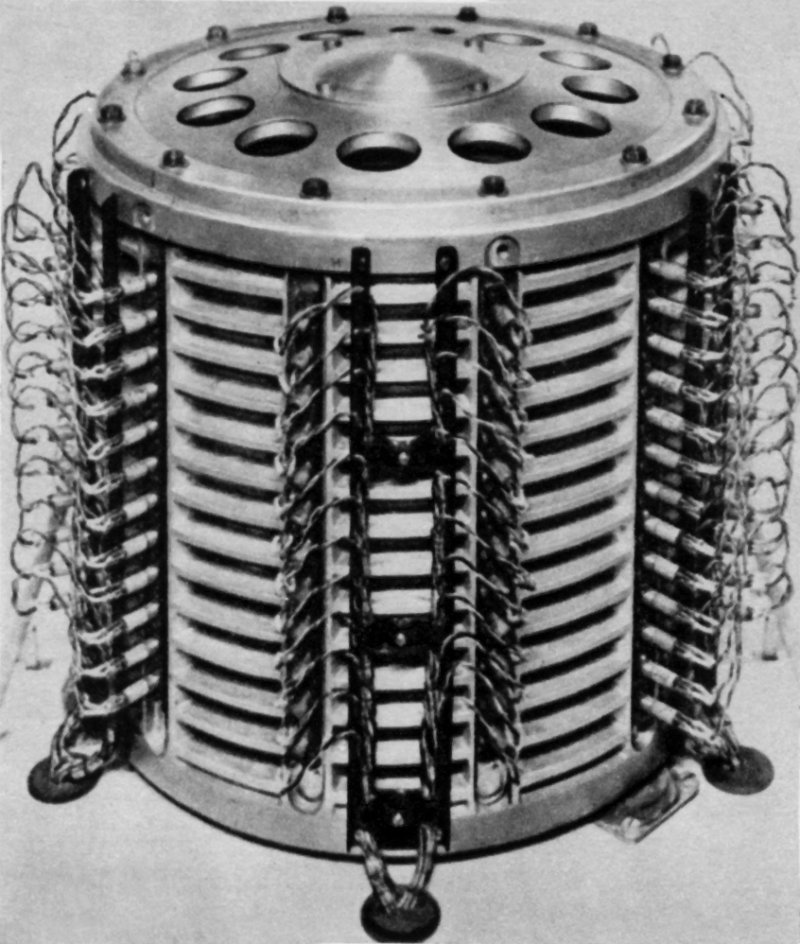
Trommelgeheugen van een Poolse ZAM-41 computer

Trommelgeheugen was een vroege vorm van magnetische opslag van computergegevens, die in de jaren 50 en 60 van de twintigste eeuw wijdverbreid was. 
Het trommelgeheugen werd in 1933 uitgevonden door de Oostenrijkse ingenieur Gustav Tauschke, maar het zou nog tot 1950 duren voor het in enkele computersystemen gebruikt werd.
De trommel bestond uit een roterende metalen cilinder die bedekt was met ferromagnetisch materiaal. In de lengterichting van de trommel waren elektromagneten geplaatst die als lees- en schrijfkoppen werkten. Men kan zich het trommelgeheugen voorstellen als een harde schijf waarbij de gegevens niet op een schijf, maar op een trommel worden geplaatst. Op de trommel konden zowel programma's als gegevens worden opgeslagen.
Het gebruik van trommelgeheugen als primair geheugen werd verdrongen door de uitvinding van het ringkerngeheugen door Jay Forrester.